# IC 167
IC 167 هي مجرة تتبع كوكبة الحمل. اكتشفها Guillaume Bigourdan ‏ في 4 يناير 1889.

## روابط خارجية
- IC 167 على موقع ويكي سكاي: DSS2, SDSS, GALEX, IRAS, Hydrogen α, X-Ray, Astrophoto, Sky Map, Articles and images